# Filosofi e principi
Il saggio su Filosofi e principi (in grecoː Περὶ τοῦ ὅτι μάλιστα τοὶς ἡγεμόσιν δεῖ τὸν φιλόσοφον διαλέγεσθαι - noto in latino come Maxime cum principibus philosopho esse disserendum) è un'opera politica di Plutarco in forma di declamazione, inserita nei suoi Moralia.

## Struttura
Il breve saggio ha un inizio mutilo, che doveva contenere il nome di un destinatario. Plutarco, affrontando il tema del rapporto tra gli intellettuali e il potere, ritiene che il filosofo sia, prima d’ogni altra cosa, un educatore che deve assistere, con la parola e con l’esempio, quanti hanno nelle loro mani il potere, per indirizzarli al bene comune.
L’opuscolo non figura tra quelli elencati nel Catalogo di Lampria ed ebbe una buona fortuna in età moderna, a partire dalla traduzione latina di Erasmo da Rotterdam.